# Naissance en 1410
Naissance
- 1406
- 1407
- 1408
- 1409
- 1410
- 1411
- 1412
- 1413
- 1414

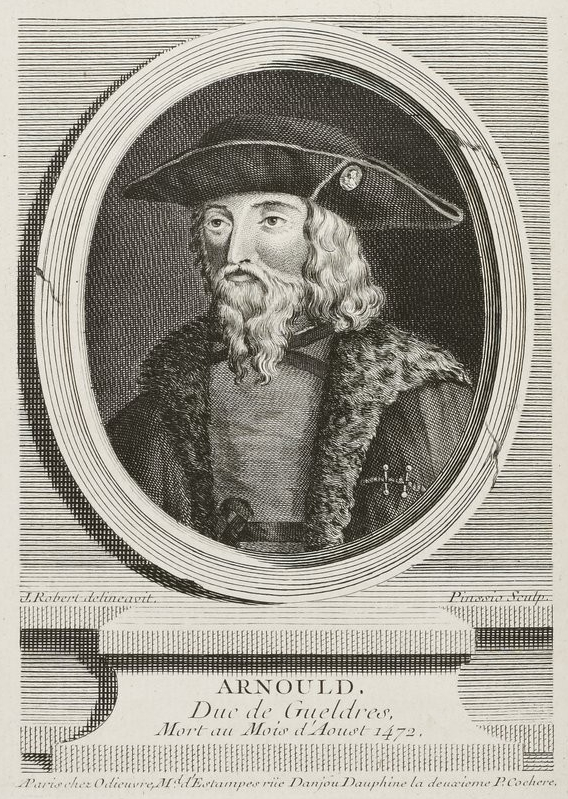
Arnold de Gueldre, né en 1410.

Cette page dresse une liste de personnalités nées au cours de l'année 1410  :
- 14 octobre : Jacques Jouvenel des Ursins, archevêque de Reims, patriarche d'Antioche, évêque de Poitiers, de Fréjus, prieur de Saint-Martin-des-Champs à Paris et diplomate français.
- novembre : Jean Ier de La Marck, seigneur d'Arenberg, de Sedan, d'Aigremont, de Neufchâtel, de Lumain et de Braquemont, de Daigni et chambellan du roi Charles VII.
- 18 décembre : Minyekyawswa, neuvième souverain du royaume d'Ava, en Haute-Birmanie.

- Giovanni Bianchini, professeur de mathématiques et d'astronomie à l'université de Ferrare.
- Bertola da Novate, ingénieur italien, au service du duc de Milan, François Sforza.
- Arnold de Gueldre, duc de Gueldre et comte de Zutphen.
- Jean de Lannoy, aristocrate de la Flandre-Occidentale.
- Jean IV de Nassau-Dillenbourg, comte de Nassau-Dillenbourg, comte de Nassau-Breda, comte de Vianden et comte de Nassau-Dietz.
- Lekë Dukagjini, supposé faire partie de la noblesse albanaise.
- Diego Fernández de la Cueva, noble castillan (Espagne), seigneur de la maison de la Cueva et premier Vicomte de Huelma.
- Liu Jue, peintre chinois.
- Jean Mentel, imprimeur-typographe allemand.
- Uesugi Norizane, samouraï du clan Uesugi.
- Gabriele Rangone, cardinal italien.
- Jean Salazar, mercenaire célèbre, pendant la guerre de Cent Ans.
- Cicco Simonetta, personnalité politique italienne.
- Joos van Wassenhove, peintre primitif flamand auteur de sujets religieux.

date incertaine (vers 1410)
- Renaud Chabot, écuyer, seigneur d’Apremont, de Clervaux, de Chantemerle, de Thouars, de Gallardon, Saint-Gilles, Pressigny, Moulins neufs, seigneur de Jarnac.
- Francesco Condulmer, dit le cardinal de Venise, cardinal italien.
- Pierre II de Brézé, un des soldats qui élimina Georges de La Trémoille de la cour de Charles VII. Il soutint aussi Charles VII lors de la Praguerie.
- Jean de Cologne, architecte allemand travaillant en Castille et qui appartenait au gothique flamboyant et à l'art hispano-flamand.
- Gaucher de Forcalquier, évêque de Sisteron puis de Gap.
- Thibault de Luxembourg, comte de Brienne, seigneur de Fiennes.
- John Hothby, compositeur et musicologue anglais de la Renaissance († 1487).
- Martin Le Franc, religieux et un poète de langue française.
- John Plummer, compositeur anglais († vers 1483).
- Wildhans von Breitenlandenberg,  défenseur de la ville de Greifensee en 1444 lors de l'Ancienne  guerre de Zurich.

## Crédit d'auteurs
- Cet article est partiellement ou en totalité issu de l'article intitulé « 1410 » (voir la liste des auteurs).